# Reino Ártico
O Reino Ártico é um dos doze reinos marinhos do planeta, conforme designado pelo WWF e Nature Conservancy. Inclui as regiões costeiras e as plataformas continentais do Oceano Ártico e dos mares adjacentes, incluindo o Arquipélago Ártico Canadiano, a Baía de Hudson e o Mar do Labrador do norte do Canadá, os mares que rodeiam a Gronelândia, as costas setentrionais e orientais da Islândia e o Mar de Bering.
O reino Ártico transita para o reino do Atlântico Norte temperado na Bacia do Atlântico, e o reino temperado do Pacífico Norte na Bacia do Pacífico.